# Félix III
Félix III (Roma, c. 440-Roma, 1 de marzo del 492) fue el papa 48.º de la Iglesia católica de 483 a 492.

## Biografía
Perteneciente a la familia senatorial romana Anicia, este aristócrata era hijo de un sacerdote y estuvo casado, siendo padre de dos hijos, antes de ser elegido para suceder a Simplicio en la silla de San Pedro. Su familia aportará en el futuro otros dos papas, Agapito I y Gregorio I.
Elegido pontífice gracias al apoyo del rey germano Odoacro, su primer acto fue negar el "Henotikon" o "acto de unión", un edicto que el emperador bizantino Zenón había promulgado en 482 en el que intentaba llegar a una solución de compromiso entre el monofisismo y la doctrina considerada ortodoxa emanada del Concilio de Calcedonia.
A continuación envió una delegación de dos obispos a Constantinopla para intentar convencer al inspirador del citado edicto, el patriarca Acacio, para que lo rechazara y para que anulara el nombramiento de patriarca de Alejandría, el monofisita Pedro el Notario, quien había ocupado dicha sede patriarcal tras la deposición del anterior patriarca, más cercano a los postulados romanos.
Acacio no solo no renunció a su doctrina ni anuló el nombramiento, sino que logró atraer a los propios legados pontificios a sus postulados doctrinales. Félix III convocó en respuesta un concilio que, en 484, excomulgó al patriarca Acacio, quien a su vez respondió borrando el nombre del papa de los dípticos litúrgicos lo que equivale a la excomunión del pontífice. Se inicia así el Cisma acaciano que dividirá la Iglesia durante los siguientes 35 años.
A pesar de su enfrentamiento con Constantinopla, Félix llega a un acuerdo con el emperador Zenón para lograr que los vándalos arrianos pusieran fin a las persecuciones contra los cristianos fieles a Roma en el norte de África. Surge entonces el problema de qué tratamiento dar a los que se han convertido al arrianismo debido a dichas persecuciones y ahora desean volver a la ortodoxia. Félix convoca un sínodo en 487 en el que se fijan las condiciones en que se permite el retorno de estos cristianos a la Iglesia romana.
Falleció el 1 de marzo de 492.